# Колорадская жаба
Колорадская жаба (лат. Incilius alvarius) — вид бесхвостых земноводных из рода Incilius семейства жаб, обитающий на юго-западе США и северо-востоке Мексики. Их кожа и яд содержит 5-MeO-DMT и буфотенин.

## Внешний вид
Взрослые особи имеют плотное телосложение и достигают больших размеров (110—187 мм в длину), что делает их самыми крупными жабами на западе США. Самцы обычно меньше самок. Кожа гладкая и жёсткая, покрыта разбросанными мелкими округлыми бугорками, часто с ржаво-красными пятнами. Голова широкая и плоская. Над каждым глазом расположен выраженный гребень. Позади угла рта имеется от одного до четырёх белых бугорков. Паротиды крупные, по длине равны расстоянию от ноздри до барабанной перепонки, а по ширине в два раза меньше, имеют бобовидную форму и расходятся кзади. Резонаторы у самцов отсутствуют или рудиментарные. Конечности относительно короткие, сверху покрыты крупными железами, внешне напоминающими паротиды. Пальцы передних конечностей вздутые на концах. На плюснах имеется два увеличенных бугорка, из которых внутренний несколько увеличен и имеет лопатовидную форму. Перепонки между пальцами умеренно развиты.
Окраска верхней стороны тела тёмно-коричневая, оливковая или серая с мелкими бледно-оранжевыми или оранжево-коричневыми пятнами, окружающими бугорки. У молодых жаб они белые с чёрной окантовкой. Горло бледное. Брюхо от беловатого до кремового, у взрослых однотонное, а у молодых иногда с редкими пятнышками на горле и в паховой области.

## Ареал и места обитания
Исторически распространена в Соединённых Штатах Америки и Мексике от юго-западной Калифорнии, откуда предположительно исчезла (последний раз регистрировалась в 1955 году), бассейнов рек Билл Вильямс и Колорадо в южной Аризоне, а также крайнего юго-запада Нью-Мексико и прилегающей части мексиканского штата Чиуауа через Нижнюю Калифорнию и территорию штата Сонора до северо-западной части Синалоа. Ранее ареал вида возможно доходил на север до южной Невады в районе Форт-Мохаве. Имеются также указания на изолированные популяции на севере Аризоны (Большой каньон) и острове Тибурон в Калифорнийском заливе.
Взрослые жабы обитают в пустынях, чаще встречаясь поблизости от водоёмов. Предпочитают равнинные кустарниковые сообщества, в которых преобладают Ларрея трёхзубчатая и кустарники рода Прозопис. Могут также встречаться в прибрежных биотопах с каменистым субстратом и древесной растительностью или вокруг водохранилищ, поросших водными растениями. По данным МСОП встречаются на высоте до 1610 м над уровнем моря, а по данным американских герпетологов Роберта Стеббинса и Самуэля Макгинниса — до 1763 м.

## Питание
Рацион включает различных беспозвоночных, в том числе пауков, скорпионов, сольпуг, жуков, муравьёв, ос, ос-немок, клопов, термитов, личинок и имаго чешуекрылых, прямокрылых, многоножек, а также других земноводных (Anaxyrus cognatus, барашковый лопатоног), мелких ящериц (глухие игуаны) и мышей. Основу питания составляют жуки, в связи с чем могут играть играть роль в контроле сельскохозяйственных вредителей.

## Активность
Активна по ночам, днём и в прохладную погоду чаще прячется в различных убежищах под землёй, таких как норы грызунов. Тем не менее, в брачный сезон может отмечаться и в светлое время суток. Колорадские жабы двигаются по направлению к свету (положительный фототаксис), чувствительны к синему свету и вероятно способны различать цвета.

## Размножение и развитие
Половой зрелости достигают в возрасте 2 лет. По оценке, проведённой Саливаном и Фернандесом с помощью метода скелетохронологии, самцы в природе могут жить как минимум до 6 лет.

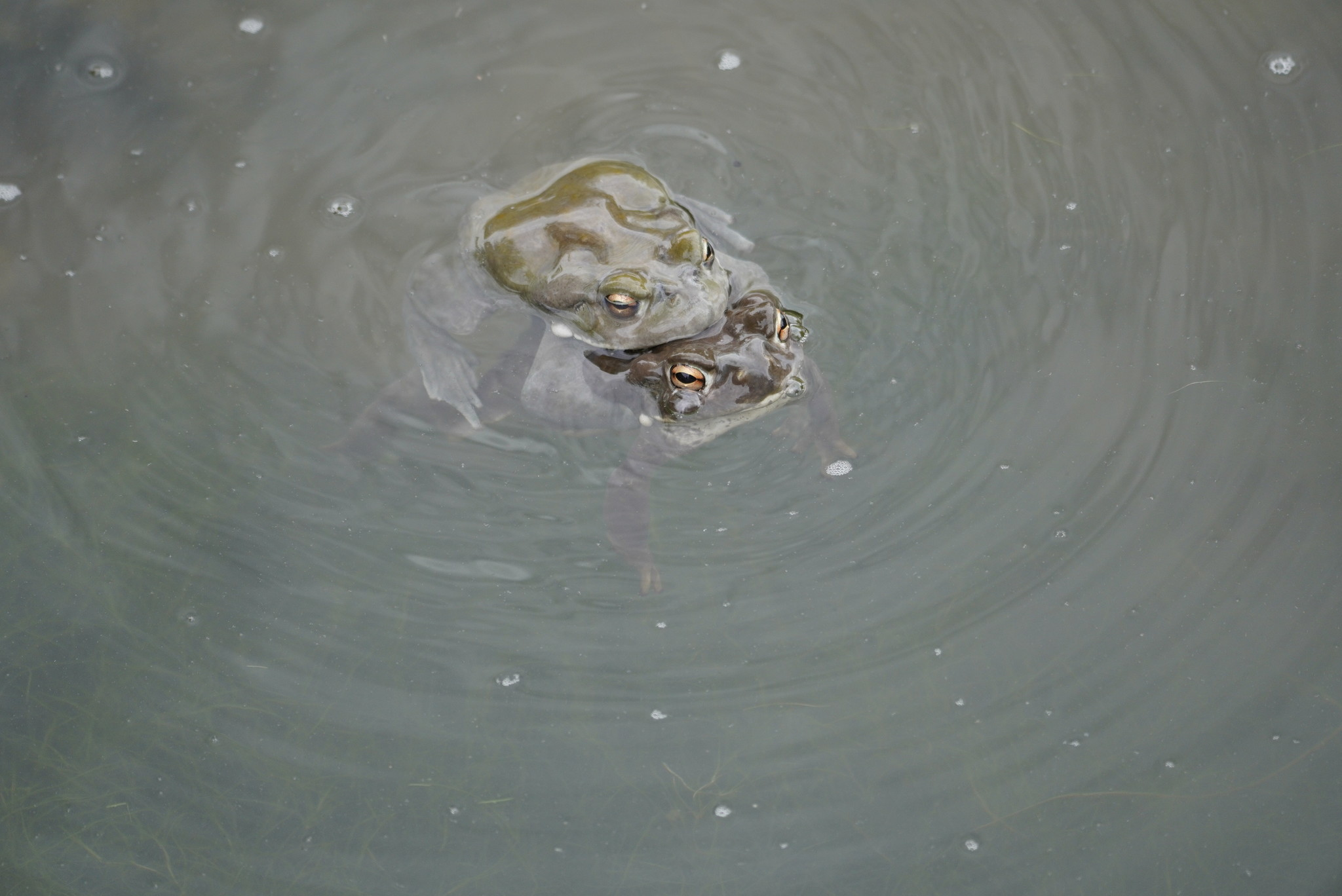
Амплексус колорадских жаб

Как правило, брачный сезон длится с мая по июль, после первых сильных дождей (более 25 мм) летних муссонов, хотя может начаться и без них или спустя две или три ночи. Иногда он может продолжаться до осени. Размножаются жабы в дождевых лужах, пересыхающих реках, понижениях рельефа, водохранилищах. Самцы быстро формируют брачные хоры, которые обычно состоят из малого количества самцов. Как правило, кричит лишь 25—50 % самцов в хоре, при этом лишь около 19 % делают это регулярно. Брачные крики самцов звучат и ночью, и днём и описываются как напоминающие паромный свисток или кудахтанье куриц. В минуту самцы совершают по 10—15 криков длительностью 0,6—0,8 с и основной частотой около 1083—1096 Гц. Крики издают обычно более крупные самцы, которые собираются на небольшой глубине у берегов. Более мелкие самцы активно плавают по водоёму в поисках самок. Самцы пытаются взять в амплексус любых земноводных, до которых способны дотянуться, в том числе других самцов или представителей других видов. Схваченные в амплексус самцы издают короткие серии (около 5 в минуту) криков, предупреждающих о поле животного.
Яйца откладываются в виде шнуров, длина которых может превышать 1 м, на глубине 30—45 см. В кладке может быть 7500—8000 яиц. Яйца коричневого цвета, имеют диаметр 2,1—2,3 мм вместе с оболочками и 1,1—1,7 мм без них. Головастики одноцветно светло-коричневые, с ровной плавниковой складкой, конец которой иногда слабо пятнистый. Брюхо прозрачное. Личиночное развитие занимает около 30 дней, по прошествии которых происходит метаморфоз.

## Яд
Яд содержит 5-MeO-DMT, схожий по действию с ЛСД и применяющийся индейцами для достижения галлюциногенного эффекта. Известны случаи паралича или даже смерти собак, нападавших на колорадских жаб.
В связи с галлюциногенным эффектом яда в наркотической субкультуре стали известны как англ. Psychedelic Toad («психоделическая жаба»).

## Враги и паразиты
Колорадскими жабами могут питаться подвязочные змеи Thamnophis cyrtopsis, а также индиговые змеи Drymarchon melanurus. Описан случай, как в условиях неволи свиноносая змея Heterodon kennerlyi попыталась проглотить молодую колорадскую жабу, но в процессе выплюнула её, после чего на некоторое время была обездвижена. Могут поедаться енотами, которые переворачивают жаб на спину, и выедают внутренности, чтобы избежать ядовитых желёз. Кроме того, в январе 2012 года в мексиканском Северном ягуаровом заповеднике на фотоловушку был запечатлён американский барсук с колорадской жабой во рту, которую он предположительно вырыл из зимней спячки.
Из паразитов известны ленточный червь Nematotaenia dispar и нематоды Aplectana itzocanensis, Oswaldocruzia pipiens, Rhabdias americanus и представители родов Physaloptera и Physocephalus.

## Угроза исчезновения
После публикаций СМИ в 2014 году о галлюциногенных свойствах высушенного жабьего яда началась активная охота на колорадских жаб, в результате чего их численность в пустыне Сонора резко сократилась. Согласно исследованиям учёных, четыре года изучавших популяции жаб в десяти локациях Соноры и Чиуауа, в трёх местах вид полностью исчез, а в остальных число земноводных заметно сократилось, при этом они уменьшились в размере, из-за чего снизилось размножение, так как количество отложенной икры зависит от размера самки.